# Christian Hochstätter
Christian Hochstätter est un footballeur allemand né le 19 octobre 1963 à Augsbourg. Il évoluait au poste de milieu de terrain.

## Carrière
- 1982-1998 : Borussia Mönchengladbach  Allemagne[1]

## Palmarès
- 2 sélections et 0 but en équipe d'Allemagne lors de l'année 1987
- Vainqueur de la Coupe d'Allemagne en 1995 avec le Borussia Mönchengladbach
- Finaliste de la Coupe d'Allemagne en 1984 et 1992 avec le Borussia Mönchengladbach